# Il Santo (romanzo)
Il Santo è un romanzo scritto da Antonio Fogazzaro nel 1905.

## Trama
Seguito di Piccolo mondo moderno, riprende le vicende del protagonista del romanzo precedente. Jeanne Dessalle con il fratello Carlino e l'amica Noemi si trova a Bruges. Da Noemi viene a sapere che Piero Maironi, di cui la donna continua ad essere innamorata, abbandonata la vita attiva, si è rifugiato in un convento e si nasconde sotto le vesti di un giovane frate, pieno di fede e di fervore, don Clemente. Jeanne convince l'amica ad andare con lei nella casa del cognato, Giovanni Selva che con la moglie, che si è convertita al cattolicesimo per amor suo, raccoglie accanto a sé un gruppo di intellettuali laici ed ecclesiastici che mirano a rinnovare la Chiesa, attraverso lo studio storico e filologico delle Scritture. Jeanne riconosce Piero non sotto le spoglie di don Clemente ma in quelle dell'ortolano che lo  accompagna. Riesce a parlargli e lui le promette che quando sarà il momento la chiamerà. Piero viene allontanato dal convento e si rifugia a Jenne, dove le sue azioni, la sua fede, la bontà nel trattare la gente e alcune guarigioni prodigiose da lui operate lo porteranno a essere chiamato il Santo. Le autorità ecclesiastiche, preoccupate per questa sua fama, intervengono e Piero è costretto a fuggire a Roma dove trova rifugio in varie case. Piero ha un incontro, che ha del prodigioso per i modi con cui avviene, con il Papa, al quale espone le piaghe della Chiesa e i mezzi con cui salvarla e con il Ministro dell'Interno al quale rimprovera la sete di potere. Piero si ammala gravemente e riceve tutti i suoi amici. Nei suoi ultimi istanti arriva anche Jeanne alla quale tende il Crocifisso. La donna, da sempre agnostica, si china a baciarlo mentre Piero muore.

## Edizioni
- Antonio Fogazzaro, Il Santo, Baldini e Castoldi, Milano 1905
- Antonio Fogazzaro, Il Santo, a cura di Piero Nardi, Mondadori, Milano 1925
- Antonio Fogazzaro, Il Santo, a cura di Anna Maria Moroni, Mondadori, Milano 1970 ISBN 88-04-26489-6
- Antonio Fogazzaro, Il Santo, a cura di Antonio De Petro, postfazione di Lorenzo Bedeschi, Città armoniosa, Reggio Emilia 1991 ISBN 88-384-7007-3
- Antonio Fogazzaro, Il Santo, a cura di Mirella Zocchi, Milano: Opportunity book, 1995 ISBN 88-8111-133-0
- Antonio Fogazzaro, Il Santo, Valerio, Torino 2011 ISBN 978-88-7547-305-1